# Loonplafond voor overheidsbedrijven
Het loonplafond voor overheidsbedrijven is een Belgische wet die een maximumloon oplegt aan medewerkers van overheidsbedrijven. Dit loonplafond ligt op 290.000 euro (zuivere overheidsbedrijven zoals de NMBS) en 650.000 euro (beursgenoteerde overheidsbedrijven zoals bpost en Proximus) per jaar, en is hoofdzakelijk van toepassing op topmanagers, zoals ceo's. De wet werd in 2013 voorgesteld door toenmalig minister van Overheidsbedrijven Jean-Pascal Labille (PS).

## Impact
Op het moment van invoeren was er discussie over het loonpakket van gedelegeerd bestuurder van bpost, Johnny Thijs. De invoering van het loonplafond betekende later het vertrek van Thijs bij bpost.
Ook bij de zoektocht naar een vervanger bij Proximus had het plafond impact.

## Opvolging
De wet werd nooit strikt opgevolgd. Enerzijds omdat de verloning van vrije beroepers sterk gelinkt aan de overheid (notarissen, bepaalde medische specialisaties) niet door de wetgeving beperkt werd. Het leidde tot situaties waarbij de CEO van een bedrijf van bijna 20.000 medewerkers (de NMBS) minder verdiende dan die vrije beroepen.
Anderzijds omdat door gegoochel met bonussen en extralegale voordelen de werkelijke lonen opgekrikt werden. Zo raakte Dominique Leroy, Proximus-CEO, aan een totaalloon van ongeveer 1 miljoen euro.
Het loonplafond werd helemaal verlaten bij de aanwerving van Chris Peeters als ceo van bpost in 2023, met een loon van ongeveer 1,2 miljoen euro.